# Corrente capacitiva

Rappresentazione del doppio strato elettrico.

In elettrochimica, la corrente capacitiva (o corrente non faradica o corrente di carica o corrente di doppio strato) è la corrente richiesta per caricare o scaricare il doppio strato elettrico formato all'interfaccia elettrodo-elettrolita.
Questa corrente non è associata allo svolgersi di reazioni chimiche, bensì ad un accumulo (o rimozione) di cariche elettriche in corrispondenza del doppio strato elettrico che si stabilisce tra la superficie dell'elettrodo e la zona della soluzione elettrolitica vicino all'elettrodo.
Una corrente capacitiva è sempre presente durante la variazione del potenziale di elettrodo, mentre tale corrente è generalmente nulla nel caso in cui il potenziale sia costante.